# 7934 Sinatra
A 7934 Sinatra (ideiglenes jelöléssel 1989 SG1) a Naprendszer kisbolygóövében található aszteroida. Eric Walter Elst fedezte fel 1989. szeptember 26-án.
Nevét Frank Sinatra (1915–1998) amerikai zenész, színész után kapta.